# 報販霞姐被殺案
報販霞姐被殺案是指發生在1999年9月22日清晨的香港深水埗的一宗謀殺案。案中女報販何慧霞（霞姐）因代表區內報販向《東方日報》的發行商拒絕強行增加訂紙，被三名兇徒亂刀斬死，案發後刀手三人與發行商兩人先後被判終身監禁。「全港報販大聯盟」於事件發生後成立，旨在團結報販聲音，增加與財團談判的力度，維護報販權益。

## 事件背景
1999年，東方報業集團正促銷旗下報章《東方日報》及《太陽報》，要求報販增加訂購報紙的數目，但惹來何惠霞等長深區報販不滿，拒絕要求，為此何惠霞與《東方日報》區域發行商青匯書報社有限公司蔡偉強商討「退回賣剩報紙」機制。
根據《明報》及《蘋果日報》2006年12月的報導，死者丈夫劉炳新憶述事件「以前我們報販每日要多少數量就打給青匯，青匯平時在明天就會送……今次青匯有個負責人跟我太太講，因為《東方日報》要促銷，所以本身訂100份要多收50份，而多出的50份也需要付款，付足150份。」劉續指，無論最終額外加的報紙是否能夠出售，發行商也不會回收。他於是應妻子要求致電《東方日報》，對方負責人稱會將事件記錄下來，不過劉之後並無收到《東方日報》的電話。劉表示，由於發生是次無理加紙事件，深水埗區報販成立了「報販零售業工會」，妻子在會內任司庫。
案發前10天，即1999年9月12日，劉氏夫婦及其他報販首次與青匯代表，商討訂紙的新制度，但會面並無成果。霞姐於3日後與區內報販會面，一致反對青匯無理加紙，並安排由霞姐向青匯以及《東方日報》總發行商「青揚」表達有關報販的不滿。
1999年9月21日，何惠霞計劃發起簽名運動，為報販爭取合理生存空間，其後於凌晨接獲恐嚇電話，何惠霞的丈夫表示有人於1999年9月22日冒充何惠霞的名義及報紙零售業工會的信紙，將要求報館辭退發行商代表及否則罷賣等字句傳真給報業集團，懷疑有人陷害何惠霞，然後行兇。

## 兇殺經過
據《蘋果日報》在2006年12月28日的法庭報導，據法庭上控方證人的口供，1999年9月22日清晨約5時15分，酒樓看更致電死者丈夫劉炳新，劉即趕往報檔，「我見到我太太坐在樓梯，滿身鮮血，地下好多血，有個警察正為她急救……然後我撲向我老婆那裡，要警察快點叫救護車。」，報導指案發當天何惠霞在其位於大埔道168至178號迎賓酒樓門外的報檔旁邊疊報紙，一輛私家車停泊在南昌街與大埔道交界的銀行門外，車上4名男子其中3人臉戴口罩，各持一柄18吋利刀走到何惠霞身旁向她行兇，過程維持數十秒，行兇後乘坐私家車離去，何惠霞受傷昏迷，送院後證實死亡。法醫驗屍後證實何惠霞身中三刀，分別在左背、左膝大動脈及左上臀，當中前兩刀為致命傷。

## 法庭審理
本案由於其中一名共犯連宗偉在內地販毒落網被判死緩，因供出同謀而破案。
4名被告在警誡時均承認涉案，首被告盧漢興說受《東方日報》區域發行商青匯書報社有限公司負責人蔡偉強指使「教訓」霞姐，第二被告李祖明及第三被告林自力均聲稱只負責把風，而第四被告梁志鴻則負責施襲，另有一名男子連宗偉負責駕車。蔡偉強曾被警方拘捕，但因證據不足而撤銷控罪。
由六男一女組成的陪審團於2007年3月22日中午開始退庭商議，至3月25日下午5時15分，陪審團一致裁定盧漢興、李祖名、梁志鴻謀殺罪名成立，26日被判處終身監禁；林自力則誤殺罪名判處監禁12年。主審法官包鍾倩薇指出他們背後必定另有主腦，要求他們供出，或有機會獲得減刑或假釋。2010年6月，警方根據被定罪刀手等人的口供，拘捕兩名涉嫌主腦吳錫基及蔡偉強，並在2011年11月在高等法院提堂。2012年5月30日，兩名被告吳錫基及蔡偉強謀殺罪名成立，在高等法院被法官貝珊判處終身監禁，以下是各被告的犯罪行為、控罪及刑罰：
| 被告姓名 | 案發年齡 | 犯罪行為 | 控罪                               | 刑期     | 備註                                         |
| 盧漢興   | 32歲     | 受人指使而犯案，案發前到現場視察環境；案發時負責把風。                                                         | 謀殺罪名成立                       | 終身監禁 |                                              |
| 李祖明   | 34歲     | 受人指使而犯案，案發時與另外兩名刀手一起下車，但沒有向何慧霞行兇。                                             | 謀殺罪名成立                       | 終身監禁 | 2012年以污點證人身份出庭指證吳錫基和蔡偉強。 |
| 梁志鴻   | 35歲     | 收到案中共犯連宗偉指示要向何慧霞施襲，是唯一向何慧霞行兇的刀手，斬了何慧霞三刀。                               | 謀殺罪名成立                       | 終身監禁 |                                              |
| 林自力   | 32歲     | 案中的三名刀手之一，聲稱不知道事件背景及行兇目標，案發時沒有向何慧霞行兇。                                     | 誤殺罪名成立                       | 12年     |                                              |
| 吳錫基   | 40歲     | 14K三合會成員及發行商青匯書報社的大股東，幕後策劃謀殺，事發後向刀手付酬勞及安排他們到中國大陸。                | 謀殺及以三合會成員身份行事罪名成立 | 終身監禁 | 被定罪後提供上訴，其後被駁回，維持原判。     |
| 蔡偉強   | 33歲     | 吳錫基的手下及青匯書報社的主管，曾經與何慧霞開會商討促銷《東方日報》事宜，因不滿何慧霞拒絕促銷而安排刀手行兇。 | 謀殺及以三合會成員身份行事罪名成立 | 終身監禁 | 被定罪後提供上訴，其後被駁回，維持原判。     |

## 媒體報導
在2007年3月27日，多份報章都以頭版大篇幅報道判刑的消息，不過，東方日報和太陽報則完全沒有報道此新聞。而在2012年5月31日，多份報章均有報道主腦判刑的消息，這次包括東方日報和太陽報。